# 耐心

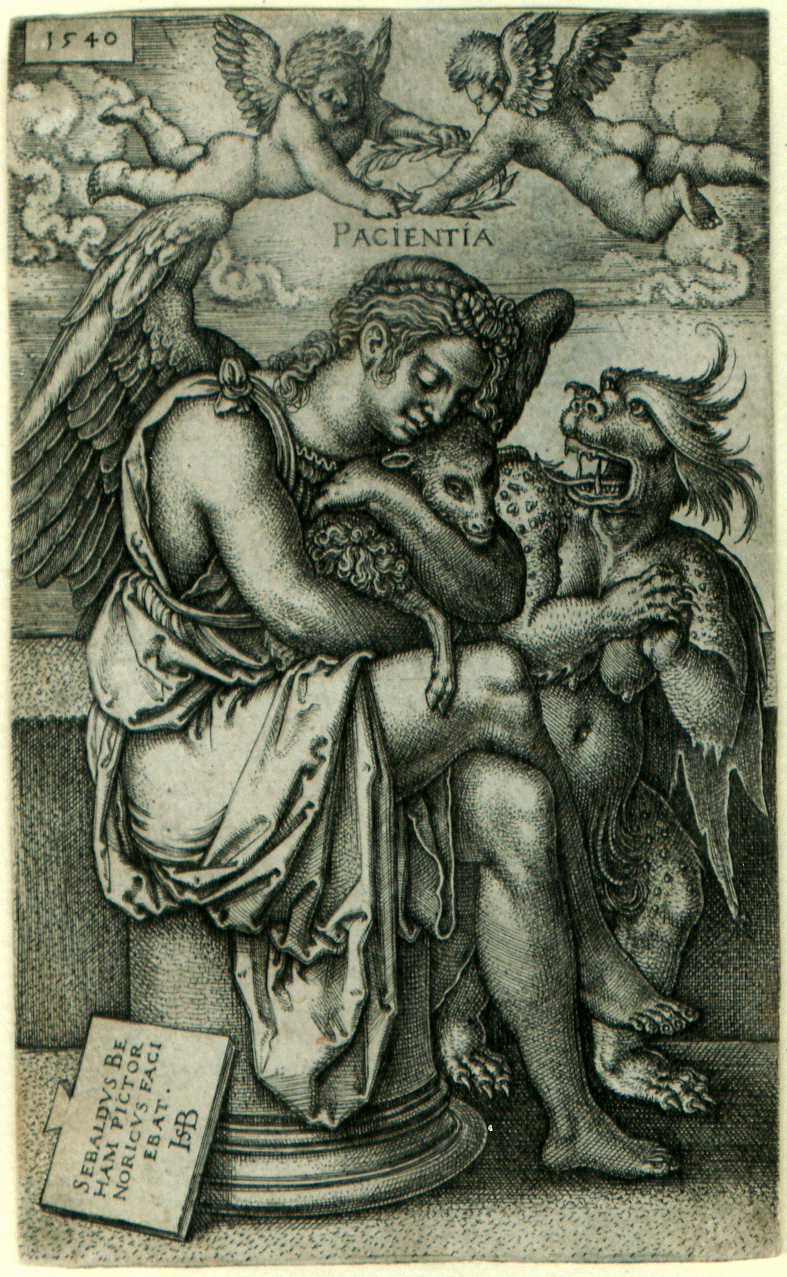
耐心，版画，1540年，汉斯·赛巴尔德·伯汉姆绘

耐心或忍耐是忍受困難環境的能力。耐心可能包括面對拖延的毅力；容忍挑釁而不以不尊重或/及憤怒的方式回應；或承受壓力時的忍耐，尤其是在面臨長期困難時，或能夠等待很長時間而不會感到煩躁或無聊。耐心是人們在不尊重之前可以擁有的忍耐水平。它也用於指堅定不移的性格特徵。耐心這個詞描述了等待或忍受某些事物的能力。耐心在某些文化中被視為一種美德。那些願意忍受未滿足的渴望和未實現的願望，或有意識地擱置它們的人，有時被認為是有耐心的。這種能力與產生或擁有希望的能力密切相關。其反義詞包括不耐煩、倉促和衝動等。
此外，在德語中，耐心一詞過去曾作 Langmut，其字面意思或可譯作「長期受苦」等。

## 科学观点
在进化心理学和认知神经科学里，耐心作为决策问题来研究，这个决策问题涉及到，选择在短期内能得到的小奖励，还是在很长时间后才能得到的更有价值的奖励。

## 基督教觀點
忍耐屬於基督教原始七美德之一。

## 佛教觀點
漢傳佛教多稱“忍辱”，將其列入波羅蜜的一種，是修行的助緣。

## 引用注釋
1. ↑  . Wiktionary. 2019-10-06  [2021-12-09]. （原始内容存档于2021-12-20） （英语）.
2. ↑  . Wiktionary. 2021-02-01  [2021-12-09]. （原始内容存档于2021-12-26） （英语）.